# HMY Britannia (1954)
Her Majesty's Yacht Britannia is een voormalig jacht van de Britse koninklijke familie. Het 126 meter metende schip werd gebouwd door de Schotse scheepswerf John Brown & Company, gevestigd te Clydebank. Het werd gedoopt door koningin Elizabeth II en te water gelaten op 16 april 1953. Het schip werd op 11 december 1997 uit de vaart genomen. Het is anno 2021 een museumschip.

## Beschrijving
Het jacht heeft drie masten, waarvan de hoogste 42 meter lang is. Het kon een snelheid bereiken van 21,5 knopen. Sinds de ingebruikname in 1954 heeft het jacht, met aan boord de koningin en de prins en/of andere leden van het koninklijk huis, 1.087.623 zeemijlen (2.014.278 km) afgelegd en daarbij 696 bezoeken gebracht aan buitenlandse bestemmingen. De bemanning telde 217 koppen en 19 officieren.
Vele hoogwaardigheidsbekleders zijn op het schip te gast geweest. Prins Charles en prinses Diana maakten met de Britannia in 1981 hun huwelijksreis. In 1986 werden meer dan 1000 vluchtelingen voor de burgeroorlog in Aden met het schip geëvacueerd. Het was zodanig ingericht dat het eventueel ook als hospitaalschip kon dienen, maar voor die functie is het nooit gebruikt.

## Museumschip
Anno 2021 ligt het in Leith, de haven van de Schotse hoofdstad Edinburgh, waar het dienstdoet als drukbezochte toeristische attractie. Het is te bereiken via het informatiecentrum in het winkelcentrum Ocean Terminal.

## Politieke controverse
In 1997 ontstond rond het schip een politieke controverse tussen de destijds regerende Conservatieve Partij onder John Major en de opkomende Labour Party. De conservatieven benadrukten het belang van het jacht in het kader van de internationale stille diplomatie. Na de verkiezingsoverwinning van Labour werd echter besloten dat het schip uit de vaart moest worden genomen omdat het onderhoud te zwaar drukte op het defensiebudget. De laatste missie van het schip was het vervoer vanuit Brits Hongkong naar het Verenigd Koninkrijk van prins Charles en Chris Patten, de laatste Britse gouverneur van Hongkong, nadat de kolonie was overgedragen aan China op 1 juli 1997. Op 11 december van dat jaar werd het schip uit de vaart genomen.
Over de definitieve laatste aanlegplaats van het schip ontstond eveneens enige strijd. Uiteindelijk werd voor Leith gekozen, omdat de havenwijk een grondige renovatie doormaakte en tegelijkertijd het onafhankelijke Schotse parlement opnieuw werd ingesteld.

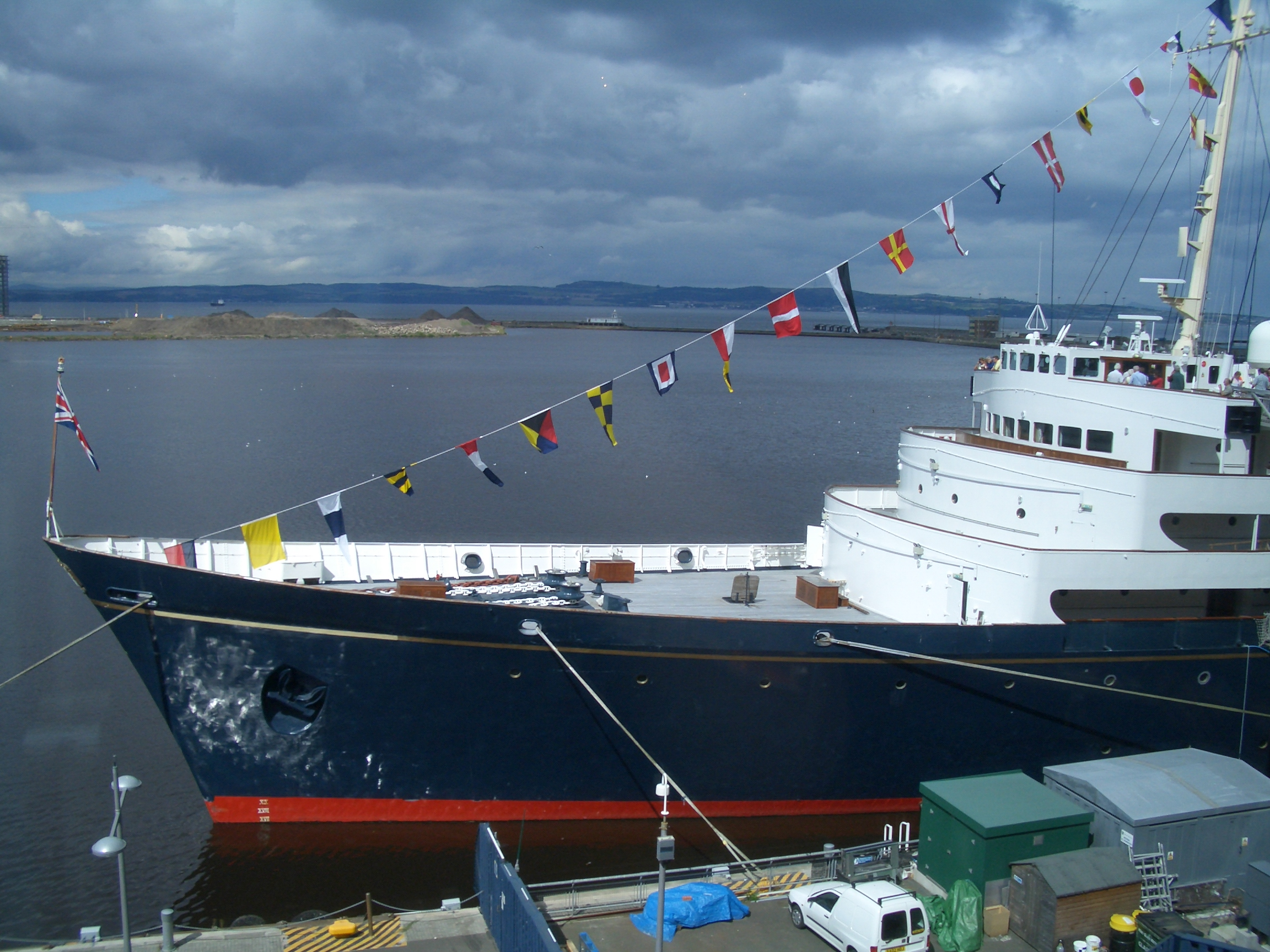
HMY Britannia in de haven van Edinburgh
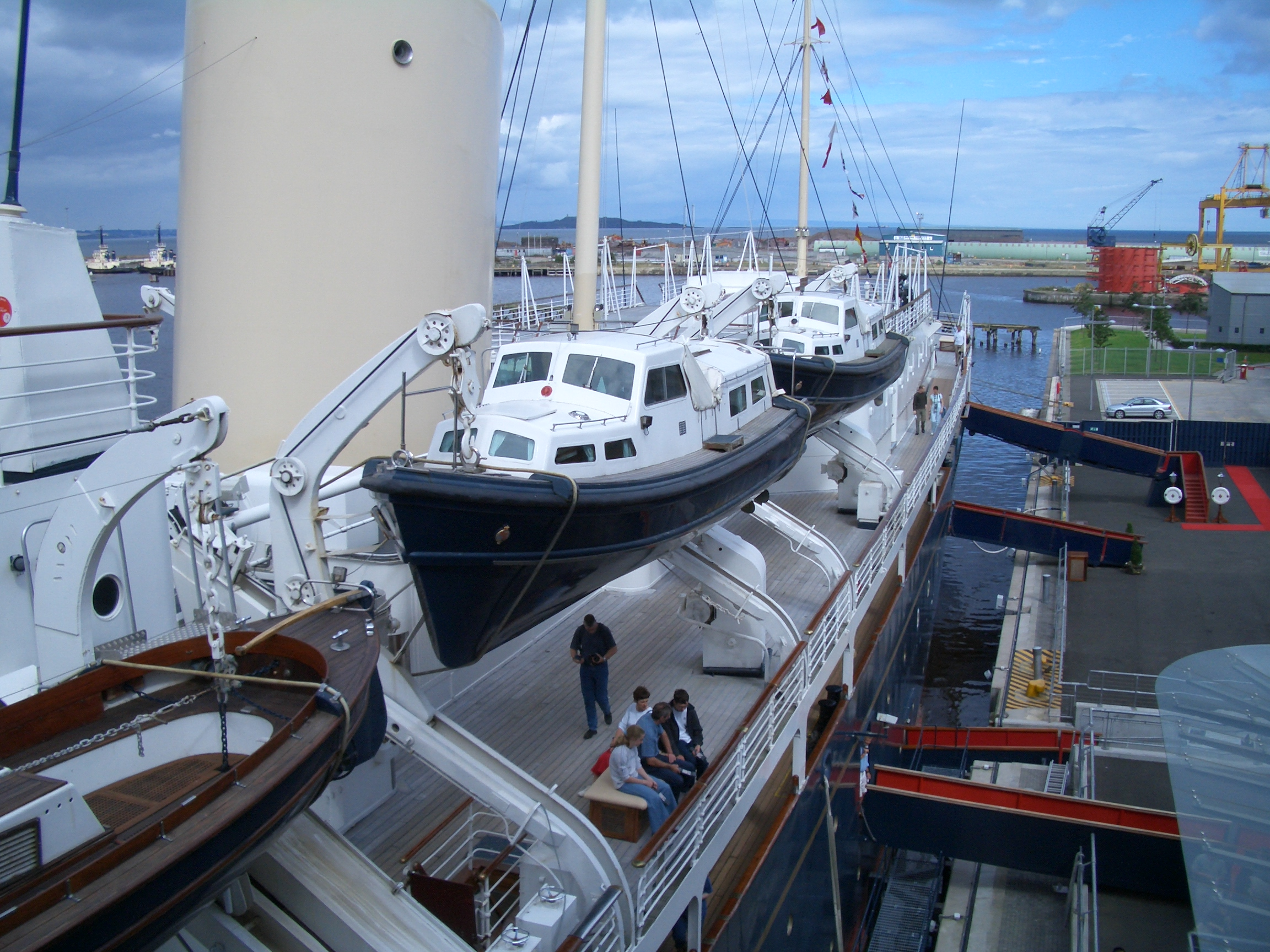
HMY Britannia in Leith
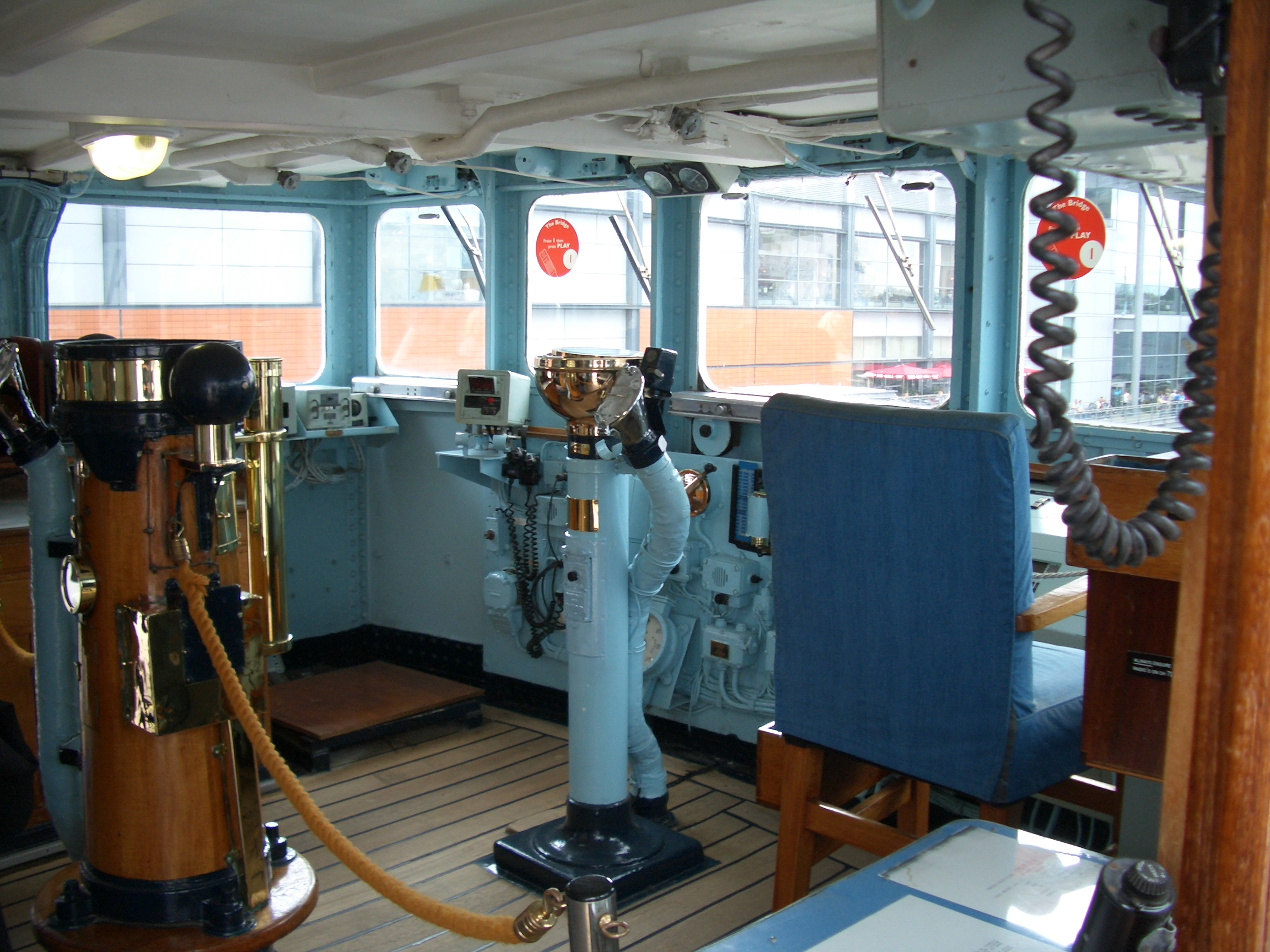
De brug
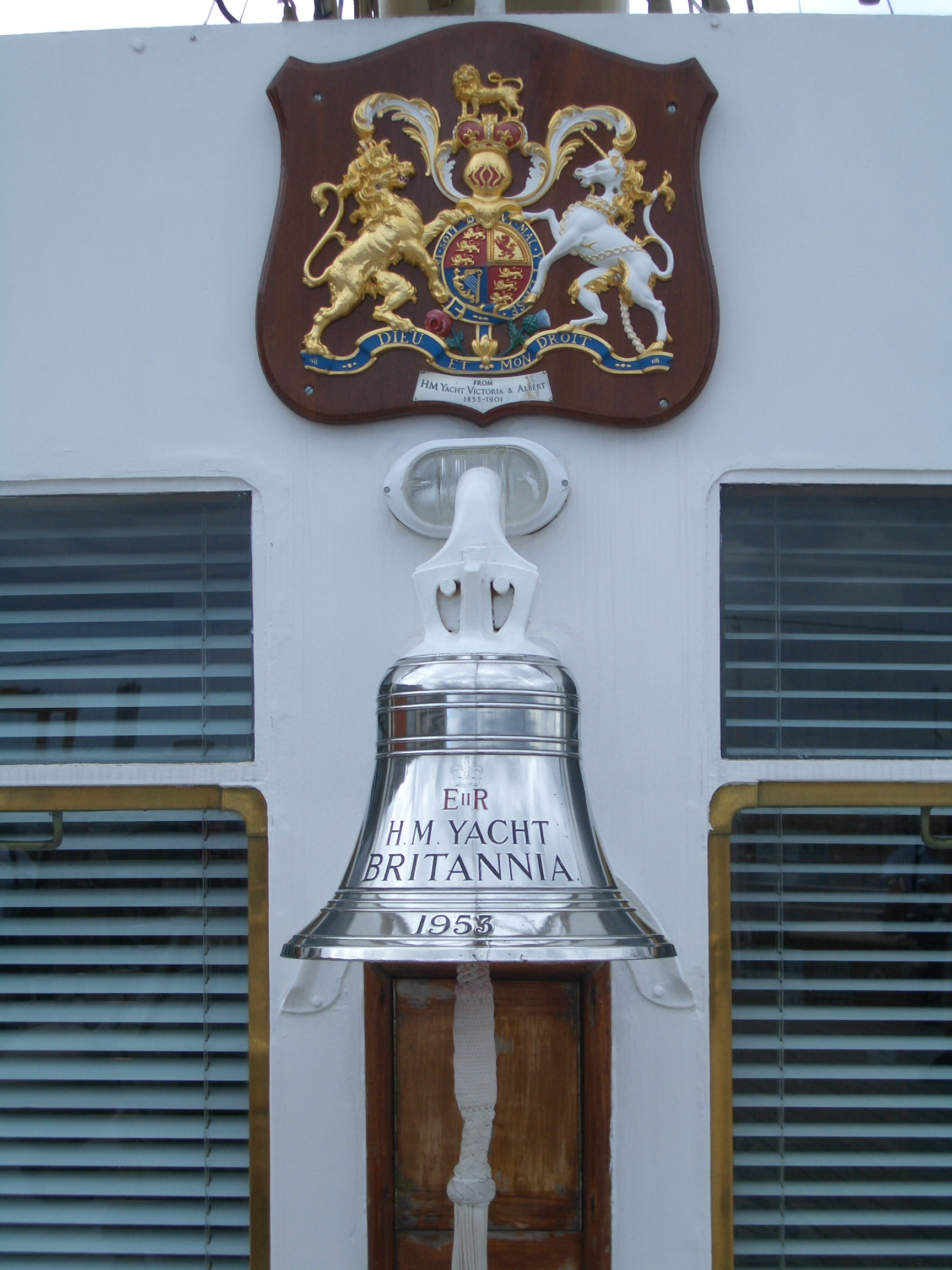
Scheepsklok
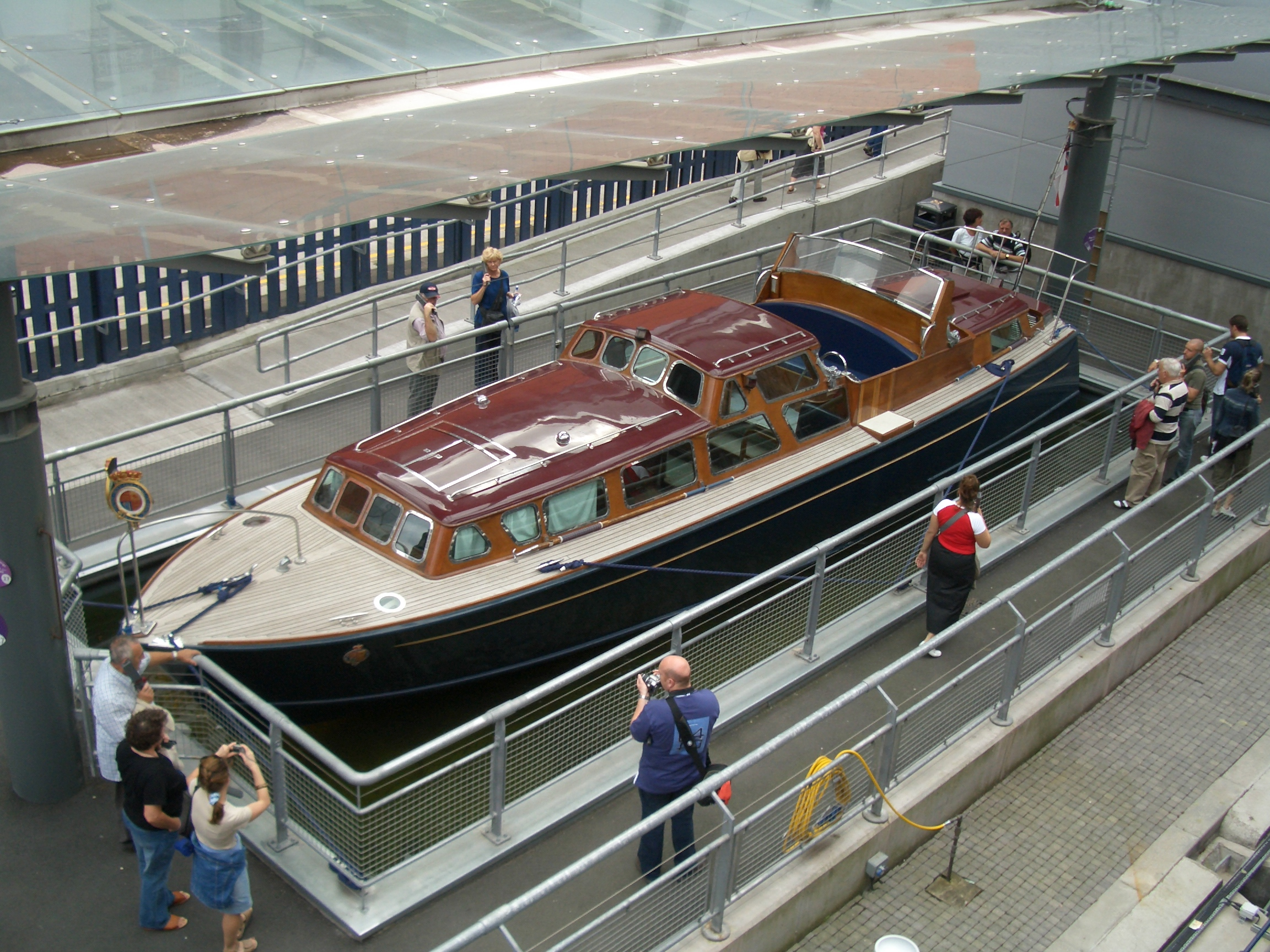
De sloep "The Royal Barge"